# Comic Neue
Comic Neue ist eine informell oder lässig wirkende Schriftart. Sie wurde 2014 von Craig Rozynski zusammen mit Hrant Papazian als modernere, verfeinerte Version der allgegenwärtigen, aber oft kritisierten Schrift Comic Sans entworfen und ist seither kostenlos verfügbar.

## Design

Vergleich Comic Sans mit Comic Neue; beim Entwurf der neuen Schriftart gestaltete Rozynski die Striche gerader und regelmäßiger

Oben: Comic Neue und Comic Neue Angular; normale Schriftstärke; Mitte: wie oben, Fettschrift; darunter: Comic Sans MS (normale Schriftstärke) und Komika Text (eine tatsächlich zur Verwendung in Comics gestaltete Schriftart)

Comic Neue wurde von Craig Rozynski entworfen, einem in Japan lebenden australischen Grafikdesigner, der eine informelle Schreibschrift ähnlich der umstrittenen Microsoft-Schriftart Comic Sans erstellen wollte, die in den 1990er Jahren von Vincent Connare geschaffen wurde. Comic Sans wurde als „die am meisten verabscheute Schrift der Welt“ bezeichnet, und Rozynski zielte darauf ab, die Comic Sans zu aktualisieren, um für die moderne Generation besser geeignet und allgemein akzeptabler zu sein, einschließlich „der typografisch versierten Personen“. Rozynski basierte sein Design auf den ursprünglichen Glyphen von Comic Sans und wollte sie „in Form bringen“. Er wollte die ursprünglichen Buchstabenformen verfeinern, um sie ausgefeilter erscheinen zu lassen, um „eine Version [des Originals] zu erstellen, an der man nichts auszusetzen hat“, während „die Aufrichtigkeit beibehalten wird, die Comic Sans so beliebt gemacht hat“.
Als er zum ersten Mal auf die Idee kam, Comic Sans zu „retten“, nahm Rozynski an, dass das Projekt einen Monat dauern werde; tatsächlich dauerte es drei Jahre. Er plante die Schrift ursprünglich als Scherz, nahm sie aber bald ernst und beauftragte Hrant Papazian von The MicroFoundry mit der Verbesserung der Umrisse, Abstände und Unterschneidungen aller zwölf Schriftschnitte der Familie. Die erste Version wurde im April 2014 veröffentlicht, und eine Kickstarter-Crowdfunding-Kampagne brachte erfolgreich 10.000 US-Dollar ein, um die Schrift zu erweitern und nicht-englische Sprachen zu unterstützen. Die Originalschrift kann kostenlos von der offiziellen Website heruntergeladen werden. Rozynski deutete ursprünglich an, dass er zukünftige, vollständigere Versionen kostenpflichtig machen könne, und hoffte, dass eine Schriftgießerei oder eine Online-Schriftbibliothek wie Adobes TypeKit sie aufgreifen würde. Mit Stand Anfang 2023 ist die Schriftart, auch mit ihrem zwischenzeitlich erweiterten Zeichenumfang, jedoch weiterhin kostenlos unter der SIL Open Font License verfügbar.

## Varianten
Die Schrift wurde in zwei Varianten veröffentlicht: Comic Neue und Comic Neue Angular. Bei letzterer sind die abgerundeten Abschlüsse, die jeden Strich beenden, eckig ausgeführt. Rozynski behauptet, dass die eckige Version „ein glücklicher Zufall“ gewesen sei. Beide Varianten umfassen fette, normale und leichte Strichstärke, und jede Strichstärke ist in aufrechten und kursiven Schriftschnitten verfügbar.
Die (mit Stand Dezember 2022) aktuelle Version 2.51 enthält Buchstaben für die meisten europäischen Sprachen, die Lateinschrift verwenden.

## Rezeption
Das Erscheinen der Schriftart im April 2014 wurde überwiegend positiv kommentiert.
- John Brownlee von Co.Design (Web-Auftritt der Zeitschrift Fast Company) war der Meinung, dass es mit Comic Neue gelungen sei, Comic Sans zu verfeinern und dabei informell (“casual”) zu bleiben, und schrieb: „Wenn Comic Sans der Handschrift eines 10-Jährigen mit ausgezeichneter Schreibkunst ähnelt, ist Comic Neue die Druckschrift desselben Kindes als Abiturient.“[5]
- Amanda Kooser von CNET beschrieb Comic Neue als „den viel attraktiveren und weltgewandteren Bruder von Comic Sans“ und meinte, dass die neue Schriftart das „viel verleumdete“ Original erfolgreich abgelöst habe.[9]
- Caitlin Dewey, Reporterin der Washington Post, meinte, dass Comic Neue eine Verbesserung gegenüber der ursprünglichen Schrift sei und Comic Sans „wieder cool“ mache.[10]
- Tyler McCarthy von The Huffington Post bezeichnete Comic Neue einfach als „eine etwas weniger schreckliche Version von Comic Sans“,[11] während Jacob Kastrenakes sie in The Verge als „eine stilvoll dünne, aber dennoch verspielt geschwungene Schriftart, die im Allgemeinen viel angenehmer zu lesen ist als Comic Sans“ beschrieb.[12]

Es gab auch eher ablehnende Reaktionen, beispielsweise wurde die Schriftart dafür kritisiert, dass sie die alberne, amateurhafte Natur des Originals beibehalten habe.
- Der Comic-Autor Mark Evanier sagte, dass die Schrift zwar eine Verbesserung gegenüber Comic Sans sei, aber immer noch nicht den Standards eines professionellen Cartoonisten entspreche. Er sagte auch, dass die Schrift in Groß- und Kleinschreibung zusammen gut funktioniere, aber nicht, wenn sie ausschließlich als Großbuchstabenschrift verwendet werde, wie in Comics normalerweise üblich.[13]
- Tobias Frere-Jones bemerkte im Spiegel: „… dieses neue Design scheint mir unentschlossen: Der Großbuchstabe E ist vollkommen gerade und aufrecht wie eine technische Zeichnung, während der Kleinbuchstabe c immer noch locker und asymmetrisch ist.“[14]
- Vincent Connare, der ursprüngliche Designer von Comic Sans, gab zu bedenken, dass Comic Neue nicht informell (“casual”) genug sei.[4]

Rozynski stellte fest, dass die meiste Kritik an der Schrift eher von Schriftdesignern als von Laien kam.